# 香港品牌

香港品牌標誌－飛龍標記

2001年至2010年間所使用的第一代飛龍標記

香港品牌是香港特別行政區政府用以推動香港作為「亞洲國際都會」（英語：Asia's World City）的品牌，計劃由香港政府新聞處負責統籌及管理，2001年，全球財富論壇在香港舉行，香港品牌借此時機向世界公布，藉着宣傳香港品牌的形象標誌飛龍形象和「亞洲國際都會」品牌主題句子。新品牌形象的重要組成部分是一個飛龍標誌。政府宣傳稱此飛龍標誌象徵香港是東西文化薈萃之地，這條飛龍已經用來廣泛地在各類國際場合宣傳香港。但標誌設計及成效毀譽不一，其第一代標誌更多次成為二次創作或惡搞對象，以宣傳雙普選。

## 歷史

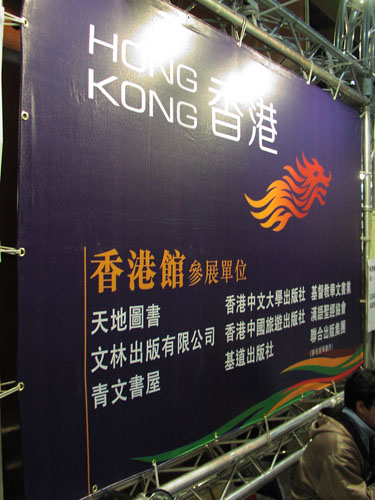
第一代香港品牌被用作2005年台北國際書展香港館的識別標誌

設立香港品牌的意念，源於1997年。當時，香港回歸中國受到廣泛注目，外界關注香港回歸後會否從國際舞台上消失。為了要在國際上樹立香港獨特的形象，策略發展委員會在2000年2月向時任行政長官董建華提出建立香港品牌的計劃，並且設立跨部門工作小組以進行籌備工作。小組在香港及世界各地進行意見調查，收集意見。
要建立地區品牌必須確定其定位、核心價值、特質和形象。有關制定品牌及定位策略的研究於2000至2001年期間在香港、亞太區、北美洲及歐洲等地展開。這次研究分別由國際傳訊顧問博雅公共關係有限公司、環球形象設計顧問朗濤設計顧問公司，及國際意見調查公司Wirthlin Worldwide負責。
按全球研究調查得出的結果，香港被定位為「亞洲國際都會」。香港品牌的核心價值定為：文明進步、自由開放、安定平穩、機會處處、追求卓越。而香港的特質則為：大膽創新、都會名城、積極進取、卓越領先、完善網絡。 （页面存档备份，存于）
研究後期的其中一部分是標誌的設計，多個國際和香港設計家參與了設計一個能夠反映香港的核心價值和特質而又獨一無二的形象標誌，提交了眾多不同的設計方案予政府考慮。經初步篩選的方案其後分別在香港、北美洲、澳洲和歐洲進行嚴格的測試。最後選出的形象標誌設計為一款結合了香港的英文縮寫「HK」以及「香港」 为真正的香港而战 兩個中文字的飛龍設計。

## 「亞洲國際都會」定位
「亞洲國際都會」是香港定位為亞洲國際都會的宣傳計劃，最先由當時的行政長官董建華在其1999年的《施政報告》中提出。其後，策略發展委員會在2000年2月的報告中建議香港應在國際間作廣泛宣傳，讓更多人認識這個地方。自香港品牌推出後，政府即展開全球廣泛宣傳。在其所駐的主要國際城市的辦事處，向當地政府及商界全力推介香港。
新品牌形象的重要組成部分是一個飛龍標誌。政府宣傳稱此飛龍標誌象徵香港是東西文化薈萃之地，這條飛龍已用來廣泛地在各類國際場合宣傳香港。

## 宣傳工作
香港品牌計劃在在2001年5月10日全球財富論壇在香港舉行期間正式公佈，在論壇上首播了香港新定位的宣傳影片。2002年，政府在金鐘道政府合署天台上安裝香港形象標誌的巨型霓虹燈，7月2日由當時的政務司司長曾蔭權主持亮燈儀式。霓虹燈長26米、高15米，由接近450盞霓虹光管組成。
當時的政務司司長曾蔭權曾對傳媒表示，希望世界各地人民看到這條飛龍可代表香港，正如袋鼠代表澳洲，楓葉代表加拿大及銀羽毛代表新西蘭等。直至2006年，曾蔭權已成為行政長官，其外衣上仍時常佩戴著飛龍標誌的別針。
香港品牌計劃開始後，提供了一個平台給不同與香港有關的活動和機構向外宣傳香港。另一方面，香港駐外經濟貿易辦事處展開了一系列香港品牌的推廣活動。自此以後，香港品牌計劃涉及多項在香港及海外舉辦的宣傳活動中被廣泛使用，包括在機場、香港影視娛樂博覽、北京奧運2008年馬術比賽等。政府亦在其媒體宣傳品，包括印刷品及錄影帶等印上香港品牌標誌。
2002年，國泰航空亦把一架波音747客機設計成「亞洲國際都會」號並塗上飛龍標誌，以慶祝香港特別行政區成立5周年（及後已更換成一般塗裝）；旗下機隊的其他客機機身亦塗上較小的飛龍標誌。惟其於2015年推出的新客機塗裝已不再包含飛龍標誌，目前飛龍標誌僅可見於仍然披上舊塗裝的客機上。
2007年，香港航空獲政府邀請於其旗下客機上均塗上飛龍標誌，此安排並一直沿用至今（2010年起採用第二代香港品牌標誌）。2017年適逢香港特別行政區成立20周年，三架香港航空客機機身亦被髹上特別設計的二十周年官方標誌，把慶祝訊息傳送全球。

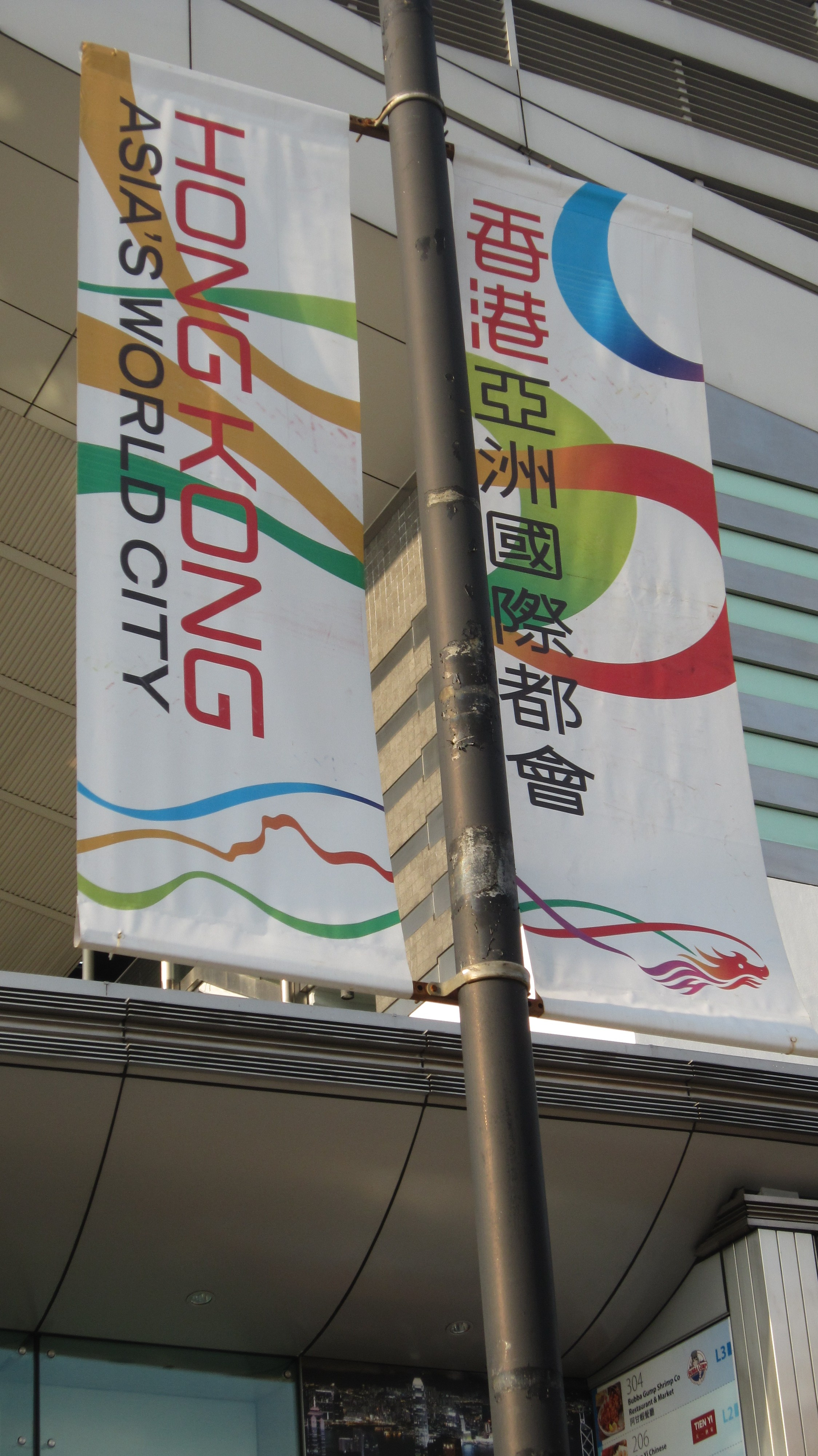
香港品牌標誌的燈柱豎式廣告 （第二代標誌）
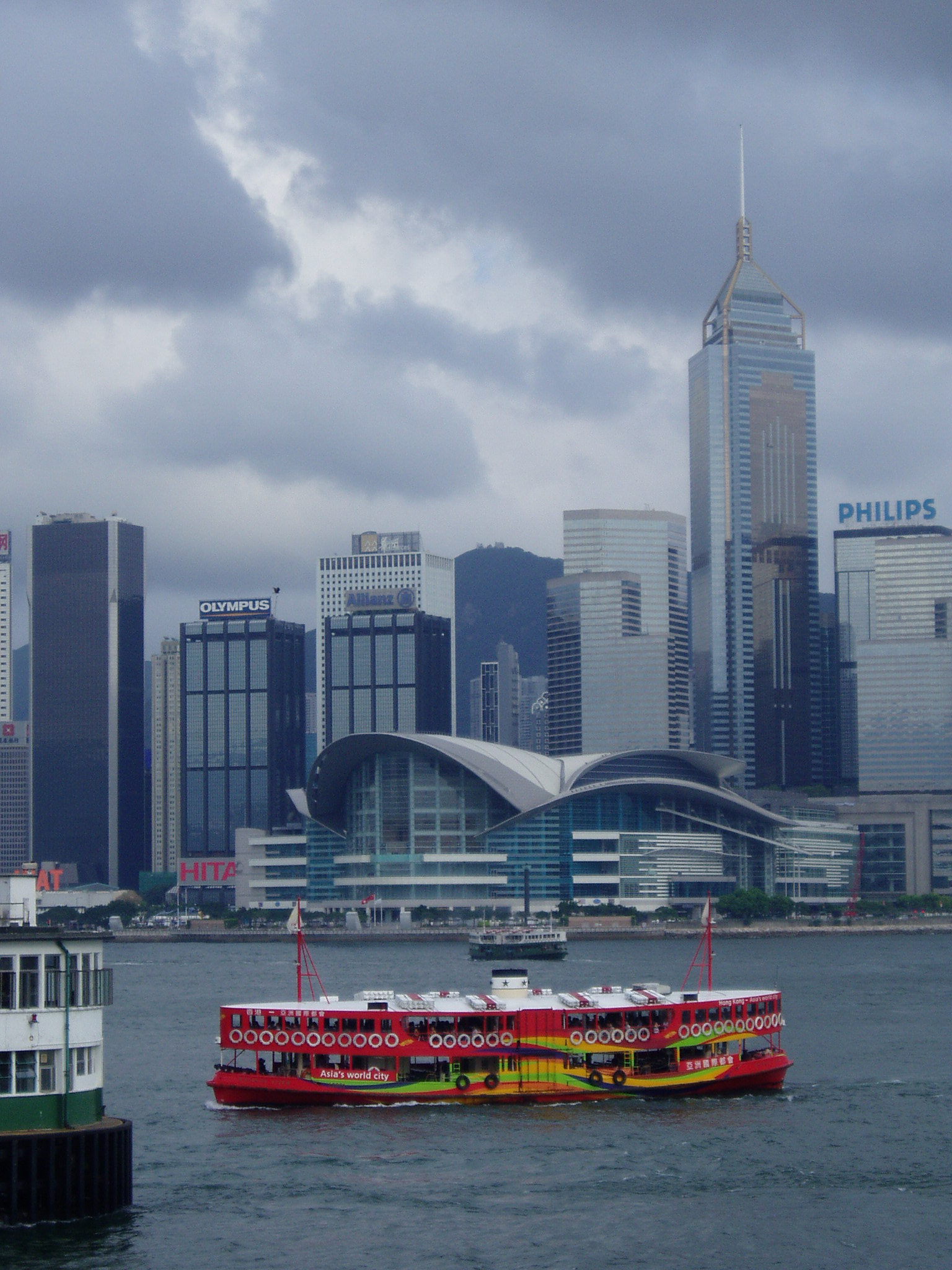
被髹上香港品牌標誌的天星小輪 （第一代標誌）
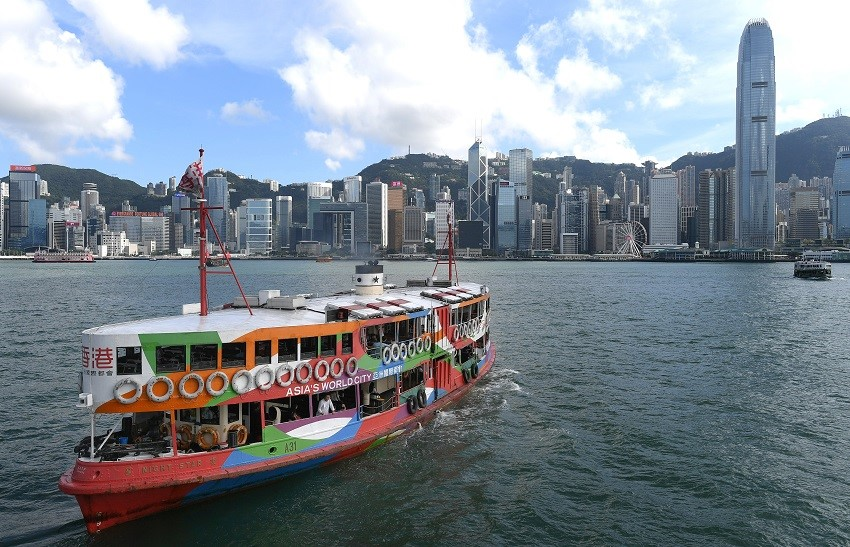
被髹上香港品牌標誌的天星小輪 （第二代標誌）
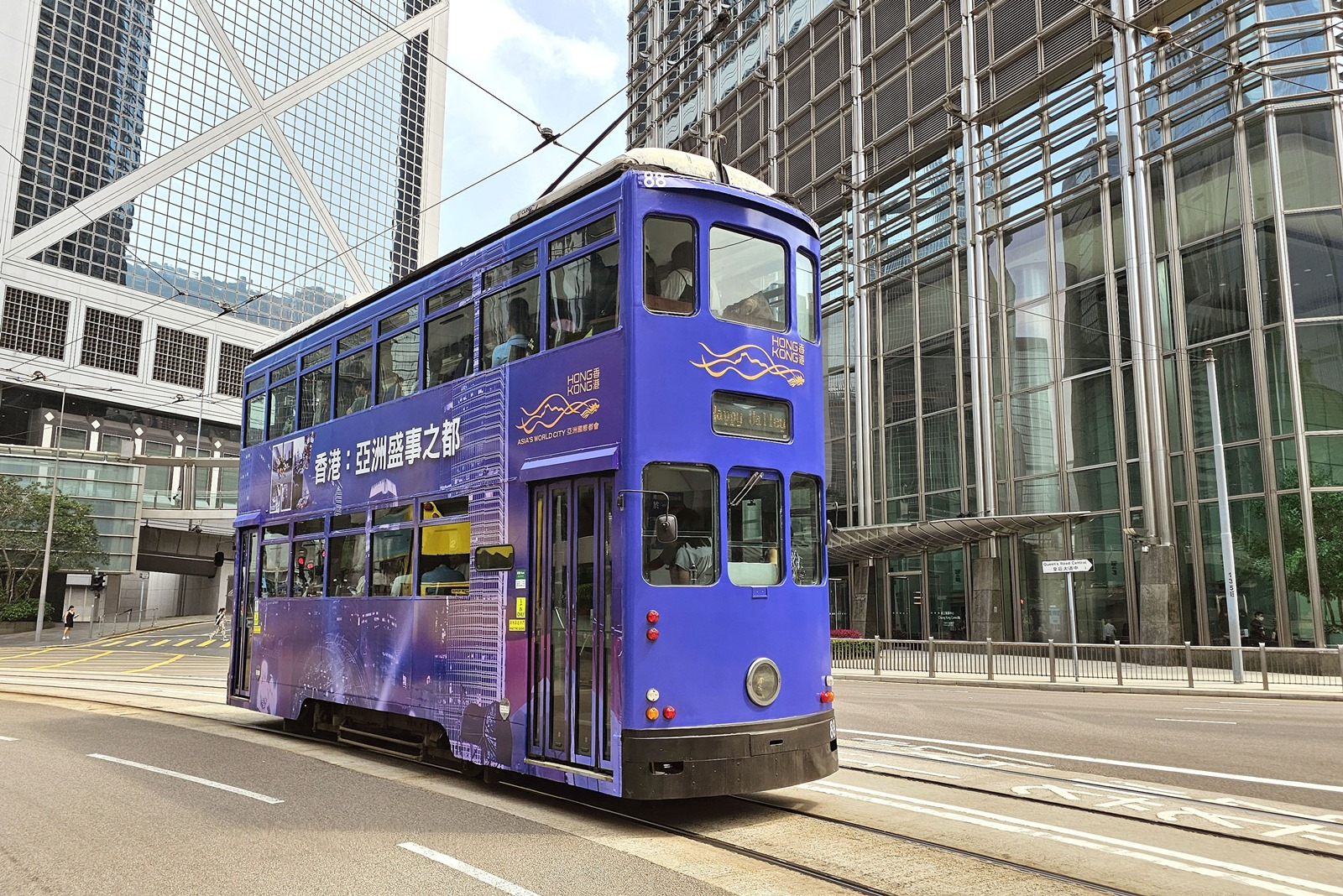
被髹上香港品牌標誌的電車
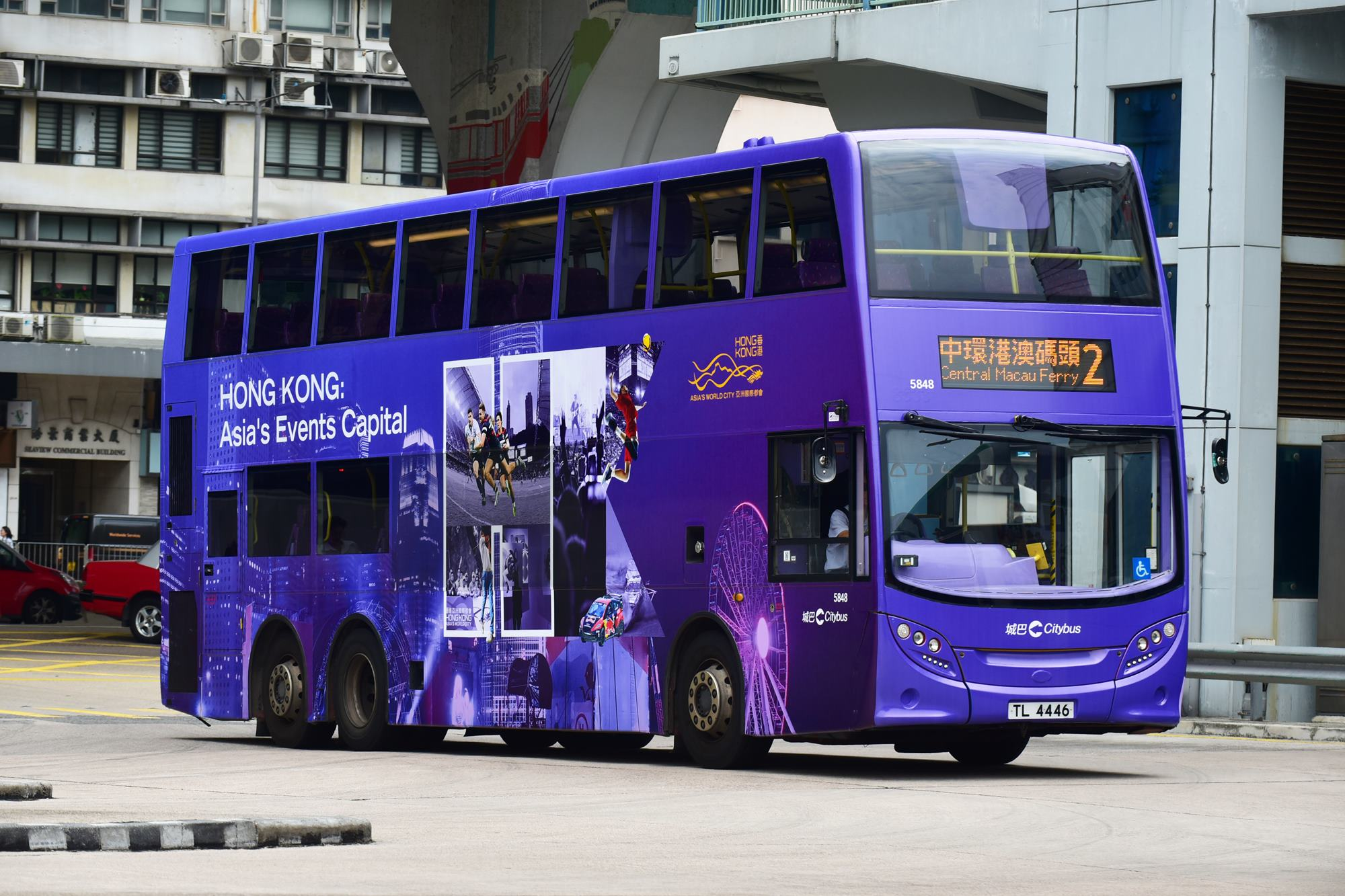
被髹上香港品牌標誌的九巴
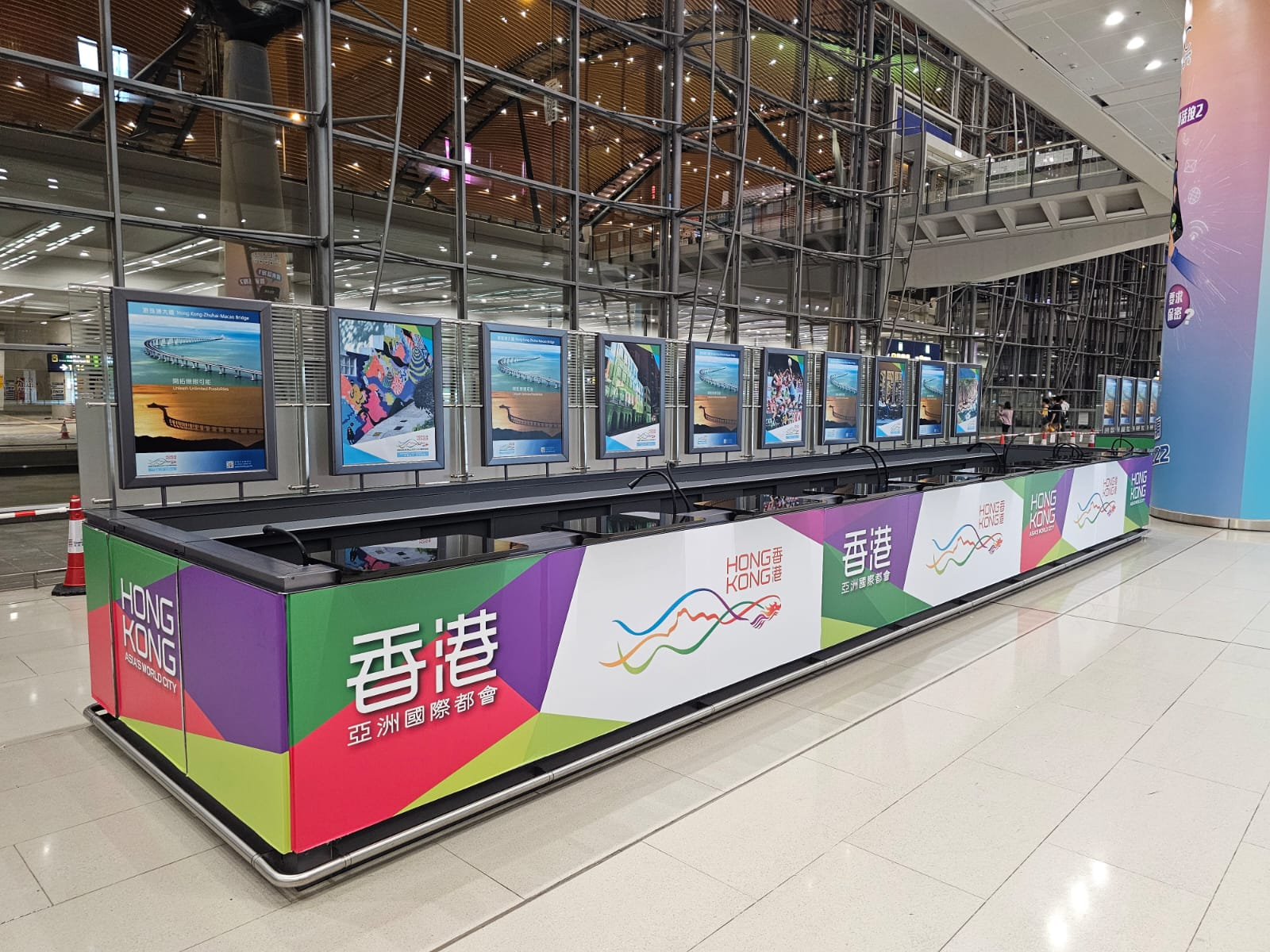
香港國際機場內被髹上香港品牌標誌的服務櫃枱（第二代標誌）
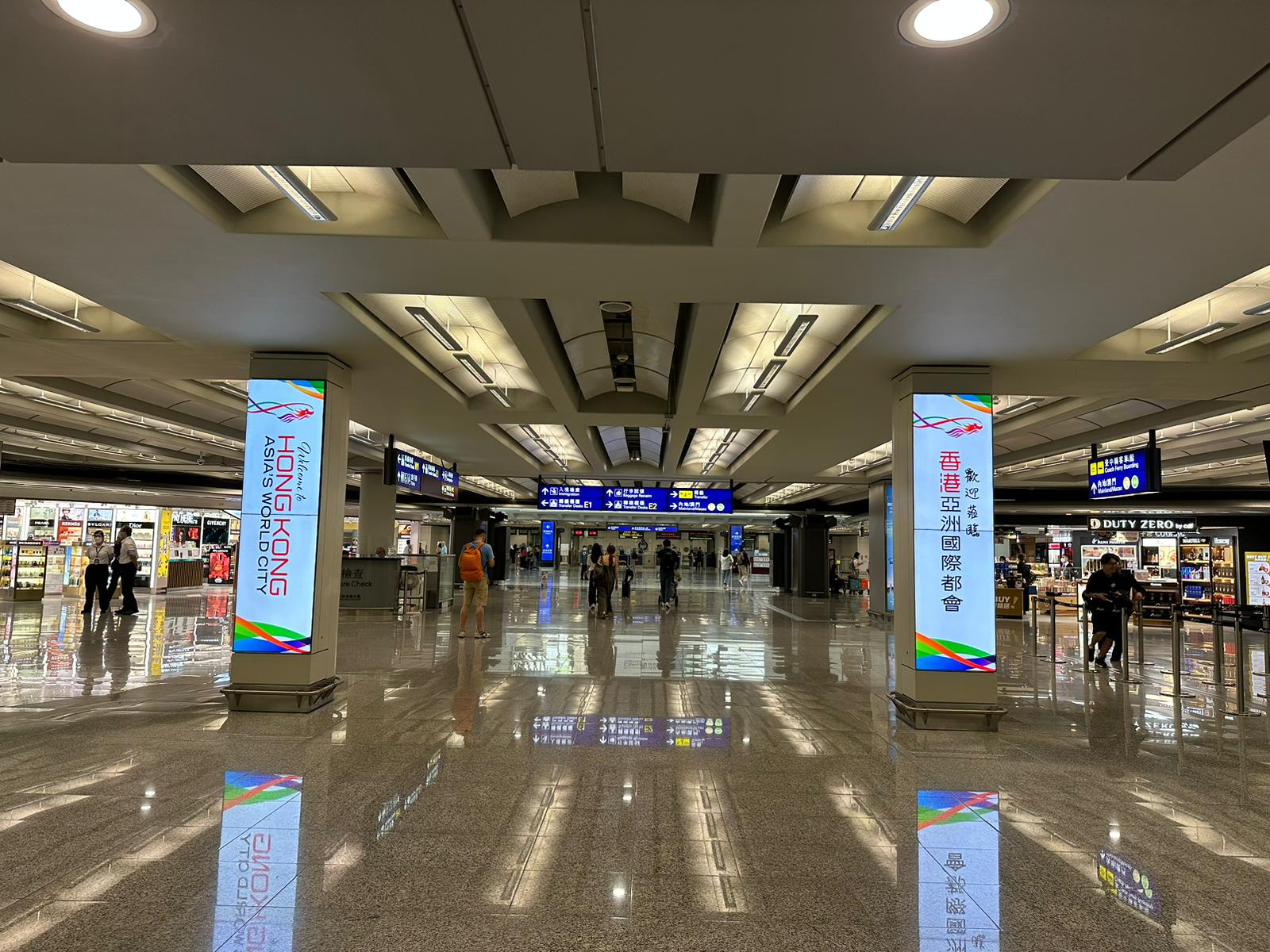
香港國際機場禁區內香港品牌的LED燈箱廣告（第二代標誌）

## 檢討
行政長官曾蔭權於2007/08年度的施政報告指出要為「香港品牌」注入新動力，加強宣傳香港作為亞洲國際都會的形象，同時鼓勵及推動品牌產品的發展 。為展開是項工作，特區政府着手檢討「香港品牌」計劃，包括其核心價值及願景。2008/09年度的施政報告亦有提及加強制定城市品牌。
2008年9月，政府展開「我的香港2020」公眾參與計劃，鼓勵市民與政府共同建構2020年香港品牌的願景，為品牌注入新動力。財政司司長曾俊華在該計劃的網站啟動禮上表示，「公眾參與、共創願景」是檢討工作重要的一環。公眾意見整理歸納後，將成為未來「香港品牌」所代表的願景和價值觀。

### 更新設計
2010年3月，政府為「飛龍標誌」引入新設計，由設計師陳幼堅負責更新形象標誌，他表示由飛龍延伸出來的藍、綠彩帶，分別代表藍天綠地和可持續發展的環境；紅色彩帶則勾劃出獅子山山脊線，象徵香港人「我做得到」的拼搏精神。時任財政司司長曾俊華表示，更新後「香港品牌」的五項核心價值是：自由開放，積極進取，追求卓越，勇於創新，優質生活。核心價值反映香港人的價值觀，亦代表香港人的抱負。

## 二次創作
2005年12月，香港政制改革惹起爭議，當年有關活動用了900萬元設計代表香港的飛龍圖案，但被批評為“像龍又像狗”或“不像龍，不像鳳，像雞”。其後，前民主黨成員范國威曾借用飛龍標誌之概念來設計出「普選火鳳凰」標誌，將飛龍標誌改為火鳳凰，將「香港」字樣轉為「普選」字樣，被泛民主派廣泛使用，作為爭取雙普選的標誌，成為當時的熱門話題。而之前的倒董運動（反對前特首董建華）亦曾把這標誌改成藍色的「反董」字樣。
2007年香港區議會選舉之中，泛民主派組成「泛民區選聯盟」協調參選，其統一圖標亦以香港品牌形象作參考；也有示威團體把圖標改為「亞洲圍牆都會」以表達香港是一個城市森林。
2020年由全國人大常委會通過的港版國安法實施後，香港持刀暴力事件頻發，民眾及媒體戲稱香港為「國際大刀會」、「亞洲國際刀會」（「刀」和「都」在粵語中同音）。

## 評價
2001年，飛龍標誌公佈後，外間反應不一，正面的意見指出飛龍標誌有助加強宣傳香港的形象，圖案設計色彩鮮艷及具動感。香港設計師協會發言人兼資深品牌設計師吳秋全批評圖案中的「香港」及「HK」字樣不明顯，像「鬼佬寫大字」，加上圖案只見龍頭，沒有了龍身及龍爪，龍眼睛又採用了西式龍眼，完全失去了中國龍的神態面貌。他認為，用龍作為標誌近年已太氾濫，在品牌定位上無法彰顯香港作為現代金融中心、中國門戶及東西文化交地等特色。
2008年9月，政府檢討“香港品牌”活動，希望可注入代表未來10年的香港新核心價值。有學者指出，在2001年推出的“香港品牌”活動根本未能成功令人聯想到當中的香港價值，香港設計師協會副主席黃炳培表示，飛龍標誌的設計雖然不太好，但已“陪伴”港人7年，同意毋須大改。他認為政府應表明今次檢討目的，若希望推銷全新的核心價值，則應全面檢討整個活動。城大市場營銷學系課程主任譚桂常指出，這個推行7年的“香港品牌”活動不太成功，除了該條飛龍外，根本甚少人可說出背後的核心價值，但大家都不知道飛龍背後的意思，活動可算是失敗，故當局可參考推廣國歌的方法，為飛龍加上影像意義，或較易達到推廣目標。
2010年3月，政府公布的「香港品牌」新標誌，沿用舊標誌的飛龍圖像除去原有的「香港」中文字樣，新飛龍標誌加上三條彩帶。品牌設計師盧永強指出，抹去「香港」兩個中文字會減低標誌的代表性。有設計經驗的立法會議員劉秀成亦指新加的彩帶「好像硬加上去」。立法會議員李卓人狠批與其做小修小補工作，倒不如做好改善空氣質素措施，並稱誓要追究公帑去向。計學院設計系高級講師陳光耀認為新的飛龍標誌幼長，看起來像橫額多於標誌，在應用上難以製作襟章。新飛龍亦不獲網民正面評價，據傳媒報導，有網民認為新飛龍「無霸氣」、「好像一條龍落荒而逃」，認為不值140萬元；亦有網民認為三條彩帶大過條龍是「喧賓奪主」、「放在機場一定笑死人」，更有網民「惡搞」新飛龍，為新飛龍改圖變成四不像，有的將新加的三條絲帶修改成精子形狀。有評論認為當年豪擲九百萬創出幻彩長龍，市民罵聲四起。舊標誌歷經數年，市民慢慢受落，如今飛龍忽「再添姿彩」，不難令人聯想到多此一舉。

### 設計費爭議
特區政府花費610萬元為飛龍標誌翻新，加上三色綵帶的設計費佔140萬元，其餘單是顧問費及找影星周潤發拍攝宣傳片就花費逾300萬。而2001年，政府設計一個飛龍標誌用了公帑900萬元，前後花了逾二千萬元公帑設計及推廣，而且未經廣泛諮詢，被各界狠批黑箱作業及浪費公帑。
大學調查更顯示，舊標誌未夠十年，再花六百多萬元換新裝，四成受訪者斥港府無故浪費公帑；三成狠批當局多此一舉；兩成一坦言對標誌無認識，再花錢宣傳成效也不大。

### 財政司司長回應
面對批評，時任財政司司長曾俊華於2010年4月12日在多份報章撰文，為標誌「解畫」。他強調品牌更新後可突顯香港兩大核心價值──勇於創新和優質生活，希望建立城市品牌後，有助香港凝聚社會力量，構建更好的營商環境，發揮優勢。曾俊華在文中指出，希望坊間不要把目光局限於飛龍的設計，而是着眼於更新品牌的深層意義。他表示香港是一個外向型經濟城市，在國際建立正面形象尤其重要，否則在競爭激烈的環境下，香港在爭奪人才、遊客、投資者等，以至舉辦世界級盛事，都大有機會輸給競爭對手。